# 1647 en arts plastiques
| Années des arts plastiques : 1644 - 1645 - 1646 - 1647 - 1648 - 1649 - 1650    |
| Décennies des arts plastiques : 1610 - 1620 - 1630 - 1640 - 1650 - 1660 - 1670 |

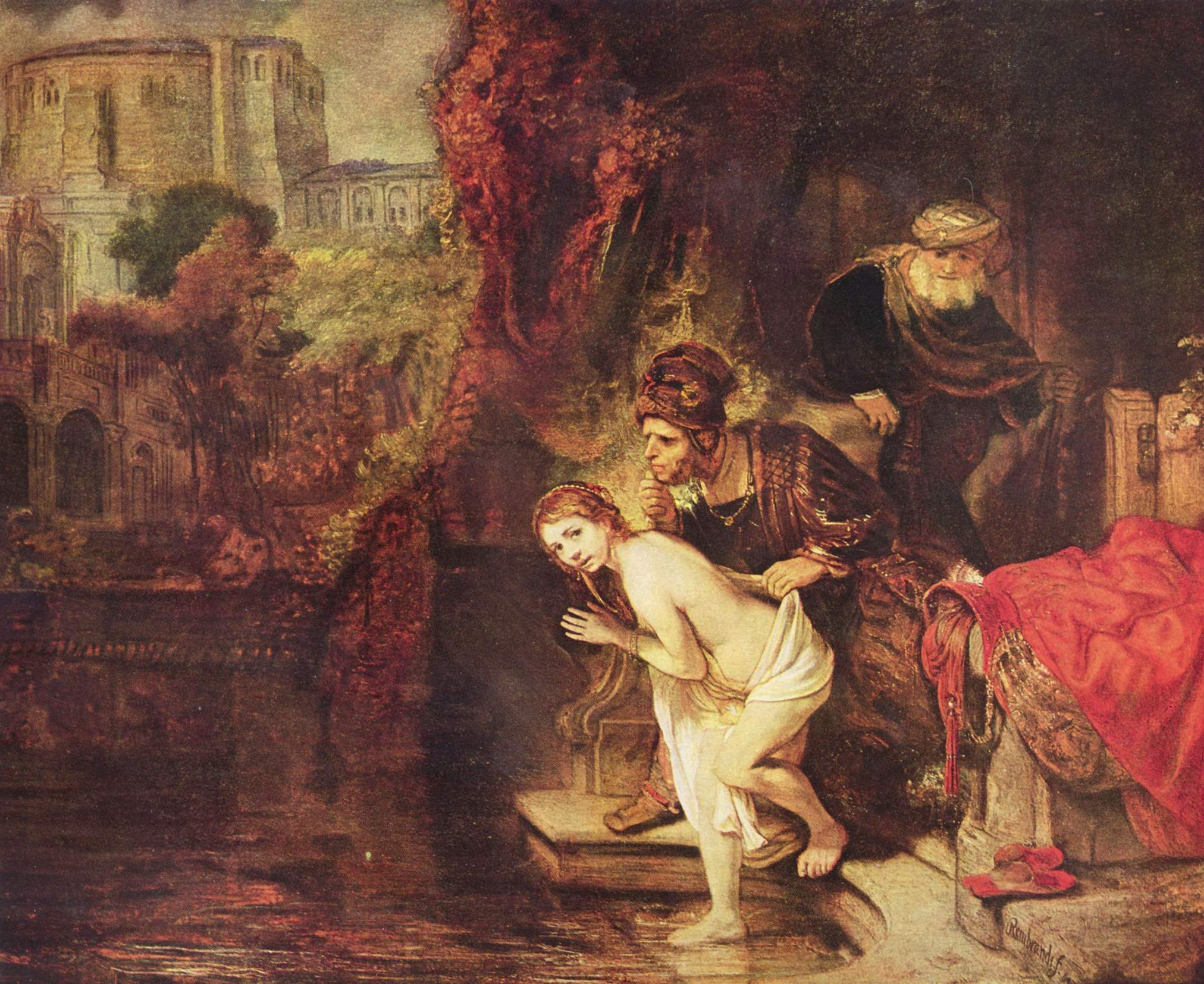
Suzanne et les vieillards, de Rembrandt.

Cette page concerne l'année 1647 en arts plastiques.

## Naissances
- 2 janvier : Anselme Flamen, sculpteur français († 16 mai 1717),
- 16 avril : Matthys Naiveu, peintre néerlandais († 4 juin 1726),
- 20 novembre : Jan van Huchtenburg peintre et graveur néerlandais († 2 juillet 1733),
- ? :
  - Gregorio de Ferrari, peintre baroque italien de l'école génoise († 1726),
  - Andrea López Caballero, peintre baroque italien († ?),
  - Francis Place, graveur et potier britannique († 21 septembre 1728).

## Décès
- 23 janvier : Michel van Lochom, graveur et éditeur flamand (° 28 avril 1601),
- 22 décembre : Peter Oliver, peintre miniaturiste anglais (° 1594),
- ? :
  - Dirck Govertsz, peintre néerlandais (° 1575),
  - Bartolomé Román, peintre baroque espagnol  (° vers 1587),
  - Zeng Jing, peintre chinois (° 1564).